# Rudis Tagesshow
Rudis Tagesshow ist der Titel einer Comedy-Sendung von Radio Bremen aus den Jahren 1981 bis 1987, die von Rudi Carrell moderiert wurde.

## Entstehung
Rudi Carrell hatte sich nach Am laufenden Band zur Ruhe gesetzt, wollte nach kurzer Zeit aber doch wieder im Fernsehen tätig sein. Er hielt Not The Nine O’Clock News der BBC für eine interessante Sendung und besprach mit seinem Berater Leslie Roberts eine deutsche Adaption. Not The Nine O’Clock News lief seit Oktober 1979 gelegentlich in Staffeln von etwa sieben Folgen auf BBC 2 um 21.00 Uhr und damit zur gleichen Zeit, zu der BBC 1 die Nachrichtensendung Nine O’Clock News ausstrahlte. Es handelte sich um eine Comedy-Show mit sehr bissigen Gags. Letzteres wollte Carrell nicht übernehmen, sondern die Show an den deutschen Geschmack anpassen.

## Vorarbeit
Carrell begann im März 1981, zusammen mit zwei Assistentinnen in seinem Büro bei Radio Bremen aufgezeichnete Sendungen nach Gags zu durchsuchen, häufig unterschiedliche Bilder auf mehreren Monitoren gleichzeitig. Dabei kam er um 8.30 Uhr und blieb bis 18.00 Uhr. Es wurde ein gut dokumentiertes Archiv angelegt, so dass man beispielsweise Bilder von einem stolpernden Politiker schnell auffinden konnte, wenn man so etwas benötigte. ARD-aktuell unterstützte das Vorhaben in besonderem Maße.

## Team
Da die Show jüngere Zuschauer ansprechen sollte, hatte Carrell seinen langjährigen Partner Heinz Eckner nicht berücksichtigt.
Klaus Havenstein
Carrell wollte gerne mit Peer Augustinski zusammenarbeiten, der aber schon vertraglich gebunden war. Daraufhin gelangte Klaus Havenstein in das Team, der sogar etwas älter als Heinz Eckner war.
Diether Krebs
Diether Krebs war dem Publikum vor allem in seiner Rolle als Schwiegersohn des Hauptdarstellers in Ein Herz und eine Seele bekannt. Diese Serie war außerordentlich populär und war für Carrell der Grund, Krebs auszuwählen.
Beatrice Richter
Beatrice Richter war als Ersatz für Barbara Valentin kurzfristig in der Kabarettsendung Scheibenwischer eingesprungen. Carrell hatte sie daraufhin noch am selben Abend fernmündlich für die Tagesshow verpflichtet. Richter hielt die Zusammenarbeit mit Carrell für unerträglich und wollte schon nach der ersten Staffel wieder aufhören. Carrell konnte sie noch zum Mitwirken in der zweiten Staffel bewegen.
Susanne Czepl
Susanne Czepl ersetzte Beatrice Richter ab der dritten Staffel.
Gäste
In manchen Ausgaben spielten prominente Gäste mit, so hat einmal Nena Carrells Rolle als Sprecher übernommen und Heiner Geißler Carrell am nachgebauten Rednerpult des Bundestages eine Torte ins Gesicht gedrückt.

## Die Sendung
Rudis Tagesshow bestand vor allem aus einem Nachrichtensprecher, den Rudi Carrell selber spielte, welcher – entsprechend der Tagesschau – die Nachrichten von einem Blatt vorlas. Zu den Nachrichten gehörte eine kurze Filmeinspielung. Weil er damit aber keine dreißig Minuten Sendezeit füllen konnte, gab es noch einen Teil, der zumeist keinen aktuellen Bezug hatte, nämlich Sketche, die als Einspielfilme vorkamen oder im Studio gespielt wurden.
Der originalen Tagesschau war die Dekoration nicht nachempfunden, es war alles eigenständig gestaltet (außer im Jahr 1987, da erinnerte die Kulisse an das Studio der Tagesthemen der damaligen Zeit). Dies galt auch für die Titelmelodie der Sendung. Während Not The Nine O’Clock News am Tag vor der Ausstrahlung aufgezeichnet wurde, entschied sich Carrell für eine Live-Ausstrahlung, was sich aufgrund der vielen vorproduzierten Teile leicht realisieren ließ. Die Regie führte Carrells Tochter Annemieke. Die Sendung wurde auch vom ORF ausgestrahlt. Der Sendetermin war montags vor den Tagesthemen, also um 22.00 Uhr.
Die erste Staffel fand noch zur Zeit des Kabinetts Schmidt III statt, die zweite bereits während des Kabinetts Kohl I, was der Sendung entgegenkam, da man mit den neuen Politikern auch neue Gags machen konnte. Insbesondere kam Norbert Blüm in einer Staffel derart häufig vor, dass er an ihrem Ende persönlich erschien und Rudi Carrell „unbemerkt“ einen Eimer Wasser über den Kopf schüttete.
Carrell wollte 1982 nach zwei Staffeln aufhören, die ARD drängte aber aufgrund des immensen Erfolgs auf weitere Ausgaben. So kam es nach einem Jahr Pause 1984 zur dritten Staffel und 1985, 1986 und 1987 zu weiteren Staffeln. Im März 1987 endete die Sendung.

## Ajatollah-Gag
Einen Skandal mit internationalem Ausmaß und Morddrohungen erzeugte die Sendung vom 15. Februar 1987 anlässlich des achten Jahrestags der iranischen Revolution, als in einem Einspieler das Staatsoberhaupt Ajatollah Ruhollah Chomeini parodiert wurde. In dem fiktionalen Ausschnitt wurde Chomeini bei einer Kundgebung aus der Menge Damenunterwäsche zugeworfen und dieser wühlte darin herum (Nahaufnahme der Hände in der Unterwäsche). Durch die politischen Konsequenzen wurde Rudis Tagesshow selbst Thema der echten Tagesschau der ARD.
Unmittelbar nach der Ausstrahlung verlangte der iranische Botschafter eine Entschuldigung der Bundesregierung. Am Tag nach der Ausstrahlung wurde der deutsche Botschafter von der iranischen Regierung einbestellt, das Goethe-Institut in Teheran wurde geschlossen und die Flüge nach Deutschland wurden gestrichen.
In einer offiziellen Erklärung distanzierte sich die Bundesregierung von dem Sketch, den man „nicht billige“, ihn bedaure und ihn „für geschmacklos gehalten“ habe. Gegen Rudi Carrell und dessen Familie gingen Morddrohungen ein und er erhielt vorübergehend Personenschutz. Carrell bezeichnete die Zeit nach dem Skandal als „die schlimmste Woche meines Lebens“ und entschuldigte sich für den Beitrag. Die ARD sendete den Sketch seither nicht mehr, weder bei Wiederholungen der Show, noch bei Best-of-Folgen oder Zusammenschnitten. In der nächsten Ausgabe nach Ausstrahlung des Ajatollah-Gag (also am 22. Februar 1987) wurde extra Horst Tappert alias Oberinspektor Derrick eingeladen und erschien am Anfang der Show. Er sollte feststellen, ob es für Carrell sicher wäre, das Studio zu betreten.
Das Ende der Serie kurz darauf stand damit aber laut Biographie in keinem Zusammenhang.

## Erfolg
1982 erhielt Carrell die Goldene Europa.
1983 bekam Carrell seine zweite Goldene Kamera, wobei der Chefsprecher der Tagesschau, Werner Veigel, die Laudatio hielt.
1984 wurde aufgrund des Erfolgs Beatrice Richter nach ihrem freiwilligen Ausscheiden vom Bayerischen Rundfunk (BR) gemeinsam mit Diether Krebs die eigene Serie Sketchup angeboten, die ein ebenso großer Erfolg wurde. Das Publikum lachte mitunter so laut, dass man es öfter zeigte, weil man befürchtete, die Fernsehzuschauer könnten es sonst für Lacher vom Tonband halten.
Der gigantische Erfolg seiner Tagesshow bewog Carrell dazu, auch wieder eine große Samstagabend-Show zu machen, was dann Die verflixte 7 und danach noch die Neuauflage der Rudi Carrell Show mit dem Untertitel Laß Dich überraschen zur Folge hatte.
Rudi Carrell wechselte Ende der 1990er-Jahre zu RTL Television, um in 7 Tage 7 Köpfe mit von ihm selbst ausgesuchten Comedians wieder Satire zum aktuellen Tagesgeschehen zu machen.
An Weihnachten 2000 moderierte Norbert Blüm unter dem Titel Rudis Tagesshow EXTRA ein einmaliges Format mit einer Auswahl alter Tagesshow-Clips. Diese Sendung wird an Silvester seither häufig in den Dritten Programmen wiederholt.